# Vincenzo Monti

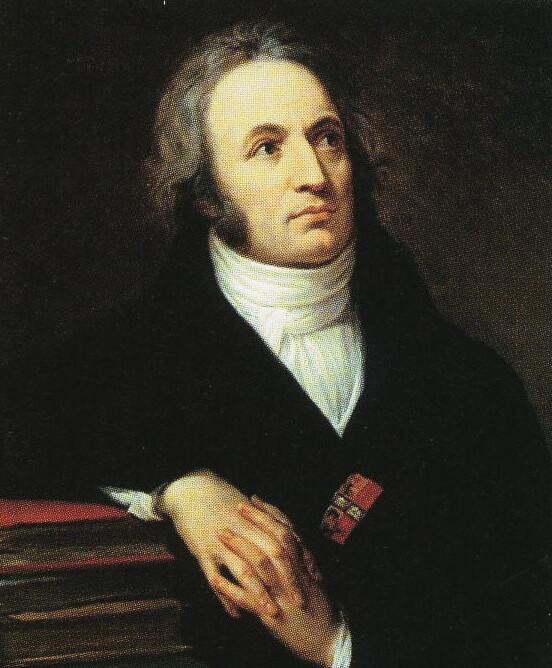
Vincenzo Monti.

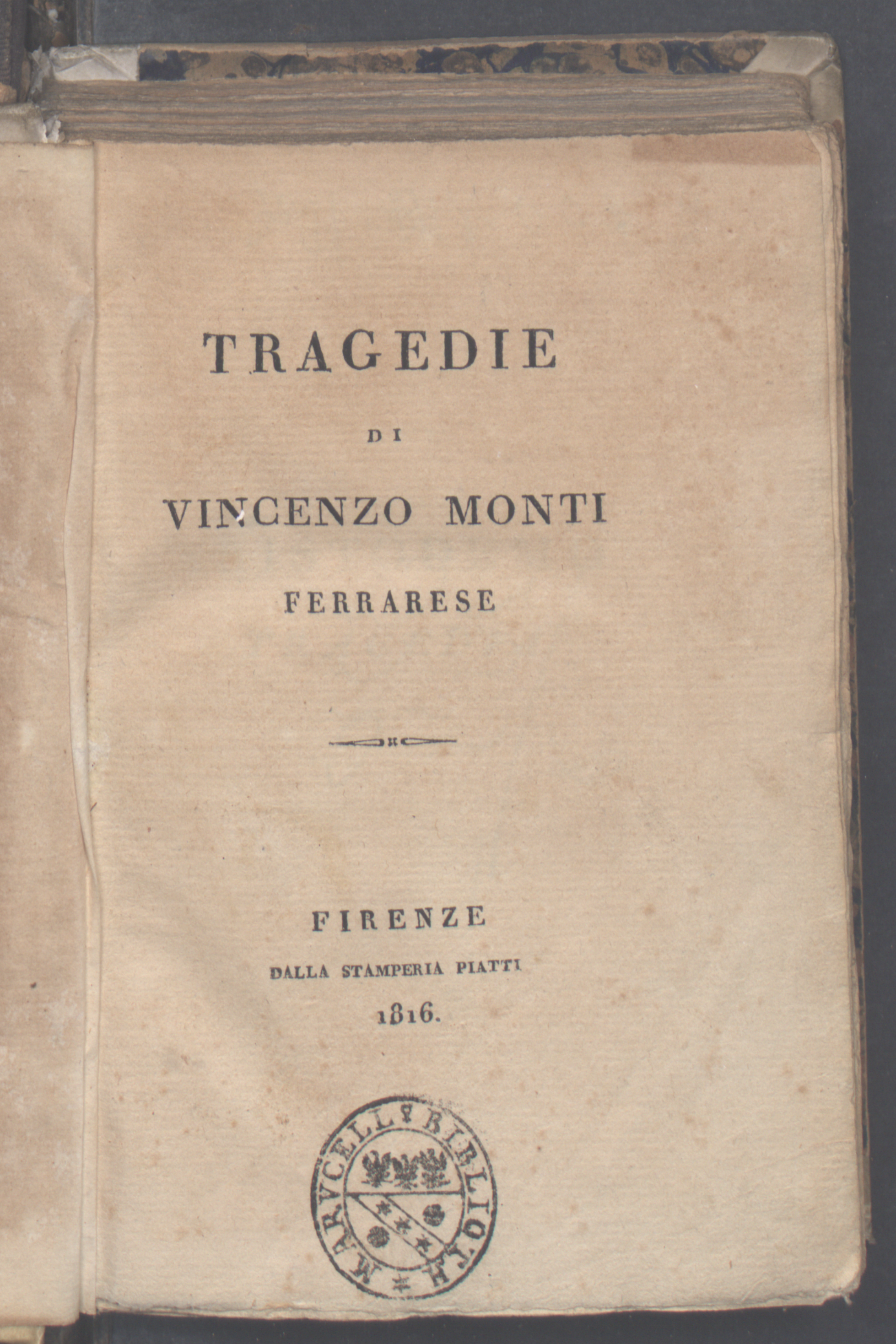
Tragedie, 1816

Vincenzo Monti, född den 19 februari 1754 nära Ravenna, död den 13 oktober 1828 i Milano, var en italiensk skald.
Monti antogs 1781 till sekreterare hos hertig Luigi Braschi i Rom och blev genast medlem av den vittra akademien "Arcadia" där. Alfieris föredöme lockade honom att skriva några tragedier, av vilka den första och bästa, Aristodemo (1784-86), endast är ett välgjort läsdrama. Underkastad intryck från de högre samhällskretsarnas romersk-katolska tänkesätt, var Monti i sina tidigare dikter påvevänligt sinnad. När franska republikens utskickade, Hugo de Bassville, mördats av folket i Rom, diktade Monti över hans död en antirevolutionär sång, In morte di Ugo Bassville (mest känd som "Bassvilliana", 1793). 
Han låter den mördade i dödsstunden ångra sin demagogiska verksamhet och få förlåtelse, men dömas att i stället för skärseld genomvandra Frankrike och skåda revolutionens gräsligheter,  över vilka en majestätisk straffdom därefter avkunnas. Detta poem, som i likhet med Motis flesta blev ofullbordat, kommer i höghet och glans nära sin förebild, Dantes "Divina Commedia". Det väckte även stort uppseende inom Italiens litterära värld och blev förebild för mången efterföljande dikt. 
Med den förunderliga karaktärslöshet, som allt framgent utmärkte hans politiska hållning, besjöng han efter fransmännens intåg republiken i de jakobinska dikterna Il fantasimo, La superstizione och Il pericolo, utmärkta av ungdomlig våldsamhet och kraft och rika på djärva tankar. Till lön blev han sekreterare i Cisalpinska republiken, men måste vid det andra koalitionskrigets utbrott (1799) fly och begav sig då till Paris. 
Till denna period hör sorgespelet Gaio Gracco (1788-1800) och Mascheroniana (1800), en över matematikern-poeten Lorenzo Mascheronis död skriven dikt i visionär infattning, denna gång i frisinnad anda. Efter slaget vid Marengo (1800) återvände Monti till Italien, blev professor i vitterhet i Milano, förflyttades 1803 till Pavia som professor i vältalighet samt utnämndes, sedan Napoleon I krönts till kung av Italien, till dennes hovskald (1804) och historiograf (1806). 
I förstnämnda egenskap skrev han festdikter för regentfamiljens räkning och förhärligade Napoleons segrar i Bardo della selva nera (1806) med flera diktverk. Efter napoleonska dynastins fall hyllade Moti landets nye, österrikiske härskare och fick så behålla sin statspension. Till Motis mer betydande arbeten måste räknas en synnerligen vacker översättning av "Iliaden" (1810, senare utgiven 1891) samt det filologiska verket Proposta di alcune correzione ed aggiunte al dizionario della Crusca (6 band, 1817-24), i vilket han gisslade Accademia della Cruscas pedanteri. 
Hans samlade arbeten utgavs bland annat 1839-42 (6 band) och 1857 (5 band), hans Opere inedite e rare i 5 band 1832-34 och Lettere inedite e sparse i 2 band 1893-96. I näst sista samlingen av nu nämnda förekommer den mot G.M. Armfelt riktade skrift, Lettera al generale Acton, vartill Piranesi lämnat Monti material 1794 eller 1795. Genom sin eldiga och djärva, men på samma gång synnerligen harmoniska diktion blev Monti en av italienska vitterhetens pånyttfödare. 
Därtill bidrog inte minst, att han hänvisade till Dantes storhet och återknöt nationens samband med denne. Monti dyrkade det rent konstnärliga och var i de flesta fall en slav under sin fantasi. Man har försökt försvara hans politiska vingleri - en av hans varmaste försvarare var den unge Ugo Foscolo - med att i hans lättrörliga sinne se en trogen spegel av landets växlande öden under denna tidrymd, så att varje härskarskifte hos honom väckte en ny form av patriotisk förhoppning.